# Liste des intendants de la généralité de Soissons
La Généralité de Soissons est la circonscription des intendants de Soissons, leur siège est Soissons.
La généralité de Soissons a été créée en 1595 en Picardie en regroupant les élections de Soissons, Château-Thierry, Clermont-en-Beauvaisis, Crépy-en-Valois, Guise, Laon et Noyon (Laonnois, Soissonnais, Noyonnais, Valois).
Les intendants de police, justice et finances sont créés en 1635 par un édit de Louis XIII, à la demande de Richelieu pour mieux contrôler l'administration locale.

## Liste des intendants de la généralité de Soissons
| Date                   | Nom |
| ---------------------- | --- |
| 1637                   | Geoffroy Luillier d'Orgeval ( -avril 1671) seigneur d'Orgeval et de la Malmaison intendant de l'Île-de-France et de la généralité de Soissons ès-armées de Picardie |
| 19 août 1638           | Lefèvre de Caumartin sieur de Saint-Port |
| 1643                   | Anne Mangot de Villarceaux ( -10 juin 1665) seigneur de Villarceaux maître des requêtes, intendant de Lorraine et du Barrois (1637-1640) |
| 1647                   | Claude Bazin de Bezons (1617-20 mars 1684) chevalier, seigneur de Bezons avocat au parlement de Paris, avocat général au Grand Conseil, membre de l'Académie française, intendant d'armée de Catalogne en 1648, intendant de Languedoc (1653-1673), conseiller d'État, |
| 1650                   | Jean-Baptiste Le Picart ( -juin 1653) sieur du Plessis et de Périgny conseiller du Roi, conseiller d’Etat, conseiller au Parlement en 1636, maître des requêtes de l’Hôtel le 6 février 1642 |
| 1653                   | Jean-Jacques de Mesmes (1630-1688) comte d'Avaux conseiller au parlement de Paris en 1649, intendant d'armée de Turenne en 1653 maître des requêtes en 1657, conseiller d'État servant par semestre en 1670, président à mortier en 1671, membre de l'Académie française en 1676 |
| 1654                   | Gargaux |
| 1655                   | Du Housset |
| 1656 - 1662            | de Villemonté avec Jean Desmarets Jean Desmarets (19 octobre 1608-24 octobre 1682), marquis de Maillebois, marié en 1646 à Marie Colbert, sœur de Jean-Baptiste Colbert, ministre d'État ; père de Jean-Baptiste Desmarets de Vaubourg qui a été intendants de Béarn et de Navarre (1685-1687), en Auvergne (1687-1691), en Lorraine et Barrois (1691-1697), en Franche-Comté (1698-1700) puis à Rouen (1700-1701) et de Nicolas Desmarets, contrôleur général des finances en 1708 |
| 1662 - 1664            | Olivier Lefèvre d'Ormesson auparavant maître des requêtes en 1643, intendant adjoint à Paris en 1650, intendant de Picardie en 1656. Il est destitué le 1er mai 1664 |
| mai 1664 - 1666        | Honoré Courtin (1626-27 décembre 1703) seigneur des Menus et de Chantereine maître des requêtes le 5 février 1651, avec l'intendant de Picardie et l'intendance de Dunkerque, conseiller d'État en avril 1673 ; il a mené une carrière diplomatique |
| 1666 - décembre 1667   | Charles Colbert de Croissy avec l'intendant de Picardie et l'intendance de Dunkerque |
| 1668 - 1669            | Nicolas Dorieu puis intendant à Limoges (1669-1671) |
| 1669 - 1682            | Louis de Machault de Soisy seigneur de Soisy conseiller au Grand Conseil le 10 septembre 1644, maître des Requêtes le 30 décembre 1649, intendant de Haute-Guyenne (1655 - 1656), intendant de Champagne à Châlons en 1663, intendant de Picardie, Boulonnais, Flandre, Hainaut (1665-1666), intendant d'Orléans (1667-1669), puis à Soissons (1669-1682), maître des requêtes honoraire le 17 août 1671 |
| 19 février 1682 - 1685 | Roland Le Vayer de Boutigny (novembre 1627-5 décembre 1685) sieur de Boutigny Avocat au parlement de Paris, puis maitre des requêtes |
| 1685 - 1694            | Antoine Bossuet chevalier, seigneur d'Azu-la-Cosne |
| 1694 - 1698            | Félix Le Peletier de la Houssaye (25 mars 1663 à Paris-20 septembre 1723) seigneur de la Houssaye, Signy et Châteaupoissy conseiller au Châtelet par provisions le 20 août 1682, reçu le 4 décembre, conseiller au parlement de Paris le 10 janvier 1689, reçu le 25 février 1687, maître des requêtes le 9 avril 1690, reçu le 13. Intendant à Soissons le 20 janvier 1694, intendant à Montauban le 6 février 1698 jusqu'en 1700, intendant de Hainaut et intendant d'Alsace le 8 novembre 1699 jusqu'en septembre 1715, conseiller d'État semestre le 5 mars 1708, conseiller d'État ordinaire le 3 janvier 1719. Chancelier et garde des sceaux du duc d'Orléans, régent du royaume, en mars 1719, puis contrôleur général des finances le 12 décembre 1720 après la banqueroute de John Law, prévôt et maître des cérémonies de l'ordre du Saint-Esprit le 25 mai 1721, il donne sa démission de contrôleur général en avril 1722 |
| 1698 - 1704            | Claude-Joseph Sanson ( -1704) intendant de Béarn (1692-1694), intendant de Guyenne (1694-1698), intendant à Soissons en 1698, intendant à Rouen en 1704 |
| 1705 - 21 février 1712 | Antoine-François de Paule Lefèvre d'Ormesson ( -21 février 1712) seigneur de Cheray |
| 26 février 1712 - 1714 | Jean-Baptiste Louis Laugeois d'Imbercourt (1670-1734) conseiller au Châtelet, puis conseiller au parlement de Paris le 2 août 1690, en la première chambre des Enquêtes et premier conseiller du duc d'Orléans, frère du roi, maitre des requêtes le 10 décembre 1698, puis intendant à Montauban |
| 1714 - 1716            | André Robert Lefèvre d'Eaubonne (1681-1735) chevalier, seigneur de Rizeis conseiller au parlement de Paris en 1705, maître des requêtes en 1709, puis président au Grand Conseil en 1720 |
| janvier 1717 - 1719    | Louis Claude Béchameil de Nointel (1682-1761) marquis de Nointel, seigneur de Condé, Noyelles substitut du procureur général du Parlement le 12 décembre 1669, maître des Requêtes le 1er mars 1710, nommé intendant en Auvergne en 1714 |
| 15 janvier 1720 - 1722 | Marc-Antoine Turgot de Saint-Clair (16 décembre 1668-3 mars 1748) reçu conseiller au Grand Conseil en 1692, maître des requêtes en 1703, intendant à Riom en 1708, intendant à Moulins en 1714, maître des requêtes honoraire |
| 23 juin 1722 - 1726    | Philibert Orry (1688-1747) comte de Vignory, seigneur de La Chapelle il a commencé une carrière militaire et devint capitaine de cavalerie. Sur le conseil de son père, Jean Orry, il abandonne l'armée. Il se fit nommer conseiller au parlement de Metz, puis maître des requêtes t conseiller au Conseil de commerce en 1715. Il est ensuite intendant du Roussillon en 1727, puis intendant à Lille e 1730 avant d'être appelé par le cardinal de Fleury comme contrôleur général des finances entre 1730 et 1745, trésorier de l'ordre du Saint-Esprit, directeur général des bâtiments ; conseiller d'État. Il rétablit l'exposition de peinture et de sculpture de l'Académie qui avait été supprimée en 1714. |
| 18 janvier 1727 - 1731 | François Richer d'Aube ( -6 octobre 1752) seigneur d'Aube, de Drubec et autres lieux, petit-neveu de Fontenelle commissaire au Conseil du commerce en 1720, puis intendant à Caen et maître des requêtes en 1722. Il publie l' «Essai sur les principes du droit et de la morale» |
| mai 1731 - 1736        | Antoine Martin de Chaumont de la Galaizière marquis de la Galaizière |
| janvier 1737 - 1743    | Jérôme Bignon de Blanzy (1698-1743) chevalier, marquis de Blanzy, baron de Semoine membre de Académie royale des inscriptions et médailles en 1742 Maître et garde de la bibliothèque du roi en survivance de l'abbé Bignon, son oncle, en 1722, puis en titre en 1741. Il est maître des Requêtes en 1719, intendant de La Rochelle en 1726, conseiller d'État le 2 février 1743. Son frère cadet, Armand-Jérôme Bignon, lui succède le 31 mars 1743. |
| 4 mars 1743 - 1765     | Charles-Blaise Méliand ( -1768) chevalier, seigneur de Toizy et de la Chapelle-Vendomoise conseiller d'État |
| décembre 1765 - 1785   | Louis Le Peletier de Mortefontaine marquis de Montmeillan, seigneur de Mortefontaine, Blacy et autres lieux conseiller du roi, maître des requêtes |
| janvier 1785 - 1790    | Charles-Esprit-Marie de La Bourdonnaye de Blossac il est le fils de Paul-Esprit-Marie de La Bourdonnaye de Blossac, intendant à Poitiers (1751-1784) dont il a été l'adjoint à partir de 1781 |